# Finntjärnen (Silvbergs socken, Dalarna)
Finntjärnen är en sjö i Säters kommun i Dalarna och ingår i Norrströms huvudavrinningsområde.